# Bertrichamps
Bertrichamps és un municipi francès situat al departament de Meurthe i Mosel·la i a la regió del Gran Est. L'any 2007 tenia 1.071 habitants.

## Demografia

### Població
El 2007 la població de fet de Bertrichamps era de 1.071 persones. Hi havia 450 famílies, de les quals 116 eren unipersonals (52 homes vivint sols i 64 dones vivint soles), 179 parelles sense fills, 151 parelles amb fills i 4 famílies monoparentals amb fills.
La població ha evolucionat segons el següent gràfic:
Habitants censats

### Habitatges
El 2007 hi havia 504 habitatges, 456 eren l'habitatge principal de la família, 22 eren segones residències i 26 estaven desocupats. 460 eren cases i 44 eren apartaments. Dels 456 habitatges principals, 384 estaven ocupats pels seus propietaris, 57 estaven llogats i ocupats pels llogaters i 15 estaven cedits a títol gratuït; 4 tenien una cambra, 6 en tenien dues, 44 en tenien tres, 134 en tenien quatre i 268 en tenien cinc o més. 327 habitatges disposaven pel capbaix d'una plaça de pàrquing. A 211 habitatges hi havia un automòbil i a 193 n'hi havia dos o més.

### Piràmide de població
La piràmide de població per edats i sexe el 2009 era:
| Homes | Edats   | Dones |
| ----- | ------- | ----- |
| 0     | 95 o +  | 0     |
| 0     | 90 a 94 | 0     |
| 4     | 85 a 89 | 8     |
| 4     | 80 a 84 | 4     |
| 24    | 75 a 79 | 48    |
| 16    | 70 a 74 | 40    |
| 44    | 65 a 69 | 36    |
| 32    | 60 a 64 | 20    |
| 32    | 55 a 59 | 16    |
| 24    | 50 a 54 | 36    |
| 44    | 45 a 49 | 28    |
| 40    | 40 a 44 | 48    |
| 40    | 35 a 39 | 24    |
| 24    | 30 a 34 | 60    |
| 24    | 25 a 29 | 28    |
| 36    | 20 a 24 | 8     |
| 48    | 15 a 19 | 28    |
| 44    | 10 a 14 | 28    |
| 32    | 5 a 9   | 32    |
| 16    | 0 a 4   | 16    |

## Economia
El 2007 la població en edat de treballar era de 679 persones, 471 eren actives i 208 eren inactives. De les 471 persones actives 410 estaven ocupades (234 homes i 176 dones) i 62 estaven aturades (26 homes i 36 dones). De les 208 persones inactives 87 estaven jubilades, 53 estaven estudiant i 68 estaven classificades com a «altres inactius».

### Ingressos
El 2009 a Bertrichamps hi havia 458 unitats fiscals que integraven 1.098,5 persones, la mediana anual d'ingressos fiscals per persona era de 16.861 €.

### Activitats econòmiques
Dels 40 establiments que hi havia el 2007, 1 era d'una empresa extractiva, 2 d'empreses alimentàries, 3 d'empreses de fabricació d'altres productes industrials, 8 d'empreses de construcció, 9 d'empreses de comerç i reparació d'automòbils, 3 d'empreses de transport, 2 d'empreses d'hostatgeria i restauració, 1 d'una empresa financera, 2 d'empreses immobiliàries, 4 d'empreses de serveis, 4 d'entitats de l'administració pública i 1 d'una empresa classificada com a «altres activitats de serveis».
Dels 11 establiments de servei als particulars que hi havia el 2009, 1 era una oficina de correu, 2 guixaires pintors, 1 fusteria, 1 lampisteria, 3 electricistes, 1 perruqueria i 2 restaurants.
Dels 4 establiments comercials que hi havia el 2009, 1 era un supermercat, 2 fleques i 1 una fleca.

## Equipaments sanitaris i escolars
L'únic equipament sanitari que hi havia el 2009 era una ambulància.
El 2009 hi havia una escola elemental.

## Poblacions més properes
El següent diagrama mostra les poblacions més properes.